# Усенко, Иван Васильевич
Ива́н Васи́льевич Усе́нко (бел. Іван Васільевіч Вусенка, род. 12 февраля 1983, Горький, Горьковская область, РСФСР, СССР) — российский хоккеист, защитник. Старший брат Александра Усенко, также хоккеиста.

## Биография
Воспитанник школы нижегородского «Торпедо», игровую карьеру начал в выступавшей в первой лиге российского чемпионата юношеской команде этого клуба.
В сезоне 2001/2002 играл в клубе Западной хоккейной лиги Свифт-Каррент Бронкос, после чего вернулся в основной состав «Торпедо», входившего в высшую лигу. В 2003—2005 годах продолжал играть в командах младших российских лиг —  тверском ТХК, кирово-чепецкой «Олимпии», ХК «Саров».
С сезона 2005/2006 года выступал в чемпионате Белоруссии: ХК «Витебск» (2005—2009), ХК «Гомель» (2009—2011, в сезоне 2009/2010 был бронзовым призёром первенства), в клубе «Юность-Минск» (2011—2012, стал обладателем Континентального кубка 2010/2011), гродненском «Немане» (2012—2014, в сезоне 2012/2013 был чемпионом Белоруссии), из которого привлекался в выступающее в КХЛ минское «Динамо». В сезоне 2014/2015 играл в солигорском «Шахтёре», с которым во второй раз стал чемпионом Белоруссии. Сезон 2015/2016 — в составе «Динамо» из Молодечно, сезон 2016/2017 — в составе клуба «Юность-Минск» (2 место), в сезоне 2017/2018 — вновь в составе солигорского «Шахтёра» (3 место). Завершил карьеру в сезоне 2018/2019 в составе оршанского «Локомотива» (победившего в экстралиге «Б»).
В составе сборной Белоруссии Иван Усенко участвовал в трёх чемпионатах мира (2009, 2014 и 2015 годов), а также играл во многих европейских турнирах с её участием.

## Достижения
- Бронзовый призёр чемпионата Белоруссии 2009/2010.
- Обладатель Континентального кубка 2010/2011.
- Чемпион Белоруссии 2012/2013.
- Чемпион Белоруссии 2014/2015.
- Серебряный призёр чемпионата Белоруссии 2016/2017.
- Бронзовый призёр чемпионата Белоруссии 2017/2018[англ.].